# La Madeleine

La Madeleine este o comună în departamentul Nord, în regiunea Nord-Pas de Calais, Franța. Face parte din aglomerația orașului Lille. În 2009 avea o populație de 22,174 de locuitori.